# آلن کینگ
آلن کینگ (انگلیسی: Allyn King; ۱ فوریهٔ ۱۸۹۹ – ۳۱ مارس ۱۹۳۰) هنرپیشه و خوانندگی اهل ایالات متحده آمریکا بود. او کار خود را در وودویل آغاز کرد. آلن در کارولینای شمالی متولد شده بود